# Sara Stridsbergová
Sara Stridsbergová (* 29. srpna 1972, Solna; nepřechýleně Stridsberg) je švédská prozaička a dramatička. Je držitelkou Literární ceny Severské rady a Ceny Evropské unie za literaturu. Ve svém díle se zaměřuje na feministická témata, která zobrazuje na příbězích ženských osobností z dávné i blízké historie. Její romány a dramata vychází z historických událostí, které Stridsberg využívá pro literární fikci. Její tvorba je řazena do žánru biografické fikce. Zároveň do svých textů zakomponovává motivy ze současného světa.
Debutovala v roce 2004 románem Happy Sally, kde začíná experimentovat s formou. V románu se prolíná deníková forma s dopisy. Hlavní hrdinkou je švédská plavkyně Sally Bauer, která jako první skandinávská žena přeplavala La Manche. Kniha zaznamenala velký úspěch u čtenářů i kritiků. Stridsberg debutem navázala na první veřejné vystoupení. Poprvé se dostala do veřejného povědomí jako překladatelka textu Valerie Solanas Scum manifest čili Šlem manifest, která patří k druhé vlně feminismu. Sama Stridsberg se řadí k třetí vlně feminismu.
V roce 2016 se stala členkou Švédská akademie. V roce 2018 svoje členství ukončila, šlo o gesto solidarity s předsedkyní akademie Sarou Danius, která spolu s dalšími čtyřmi členy opustila akademii po kontroverzích ohledně sexuálních přestupků uvnitř komise. Proto v tomto ročníku nebyla Nobelova cena za literaturu udělena.